# 사랑과 거짓말 (영화)
《사랑과 거짓말》(恋と嘘, Love and Lies)은 일본에서 제작된 후루사와 켄 감독, 요시다 에리카 각본의 2017년 멜로/로맨스 영화이다. 모리카와 아오이 등이 주연으로 출연하였고 마츠모토 히토시 등이 제작에 참여하였다. 이 영화는 일본에서 2017년 10월 14일 개봉되었다.

## 출연

### 주연
- 모리카와 아오이 : 니사카 아오이 역
- 키타무라 타쿠미 : 시바 유토 역
- 사토 칸타 : 타카치호 소스케 역

### 조연
- 아사카와 나나 : 코나츠 역
- 타나베 모모코 : 아키호 역
- 엔도 쇼조 : 니사카 요이치 역
- 미우라 리에코 : 니사카 마리 역
- 나카지마 히로코 : 타카치호 카스미 역
- 토쿠이 요시미 : 요츠야 다이스케 역
- 키노시타 호우카 : 타카치호 타쿠토 역
- 누쿠미즈 요이치 : 크레페 가게 아저씨 역
- 마시마 히데카즈

## 기타
- 원작자: 츠무기 무사오